# استان کایس
یکی از استان‌های کشور مالی است. مرکز آن شهر کایس است.